# Hôtel de Ville (métro de Séoul)
Pour les articles homonymes, voir Hôtel de ville.
Hôtel de Ville (en coréen : 시청역 et officiellement en anglais : City Hall) est une station de correspondance du métro de Séoul, avec une station sur la ligne 1 et une station sur ligne 2. Elle est située dans l'arrondissement de Jung-gu au centre ville de Séoul en Corée du Sud. Elle dessert notamment l'hôtel de ville de cette capitale.
Ouverte en 1974, elle devient station de correspondance en 1984. Elle est desservie par les rames omnibus et express de la ligne 1 et les rames omnibus de la ligne 2.

## Situation sur le réseau

Plan du réseau (2023)

Établie en souterrain, la station Hôtel de Ville est une station de correspondance entre la ligne 1 et la ligne 2 du métro de Séoul. :
sur la section centrale de la ligne 1, la station souterraine Hôtel de Ville est située entre la station Jonggak, vers la station Soyosan terminus nord, et la station Gare de Séoul, en direction de Guro station de bifurcation : vers 'inchéon, terminus de la branche ouest (ancienne ligne Gyeongin), ou  vers Sinchang, terminus de la branche sud (ancienne ligne Gyeongbu) ;
sur la section principale circulaire de la ligne 2, la station souterraine Hôtel de Ville est située entre la station Euljiro 1(il)-ga, en direction de l'est au départ, rotation dans le sens des aiguilles d'une montre sur la section circulaire, et la station Chungjeongno en direction de l'ouest au départ, rotation dans le sens inverse des aiguilles d'une montre sur la section circulaire.

## Histoire
La station Hôtel de Ville est mise en service le 15 août 1974, lors de l'ouverture à l'exploitation de la section principale de la ligne 1 du métro de Séoul.
Elle devient une station de correspondance lors de la mise en service de la station de la ligne 2 du métro de Séoul, lors de l'ouverture à l'exploitation de la première section de cette ligne.

## Services aux voyageurs

### Accès et accueil
La station dispose de 12 accès numérotés de 1 à 12. L'accès directe : à la station de la ligne 1 se situe au 101 Sejong-daero et à la station de la ligne 2 se situe au 127 Seosomun-ro.

Autres accès
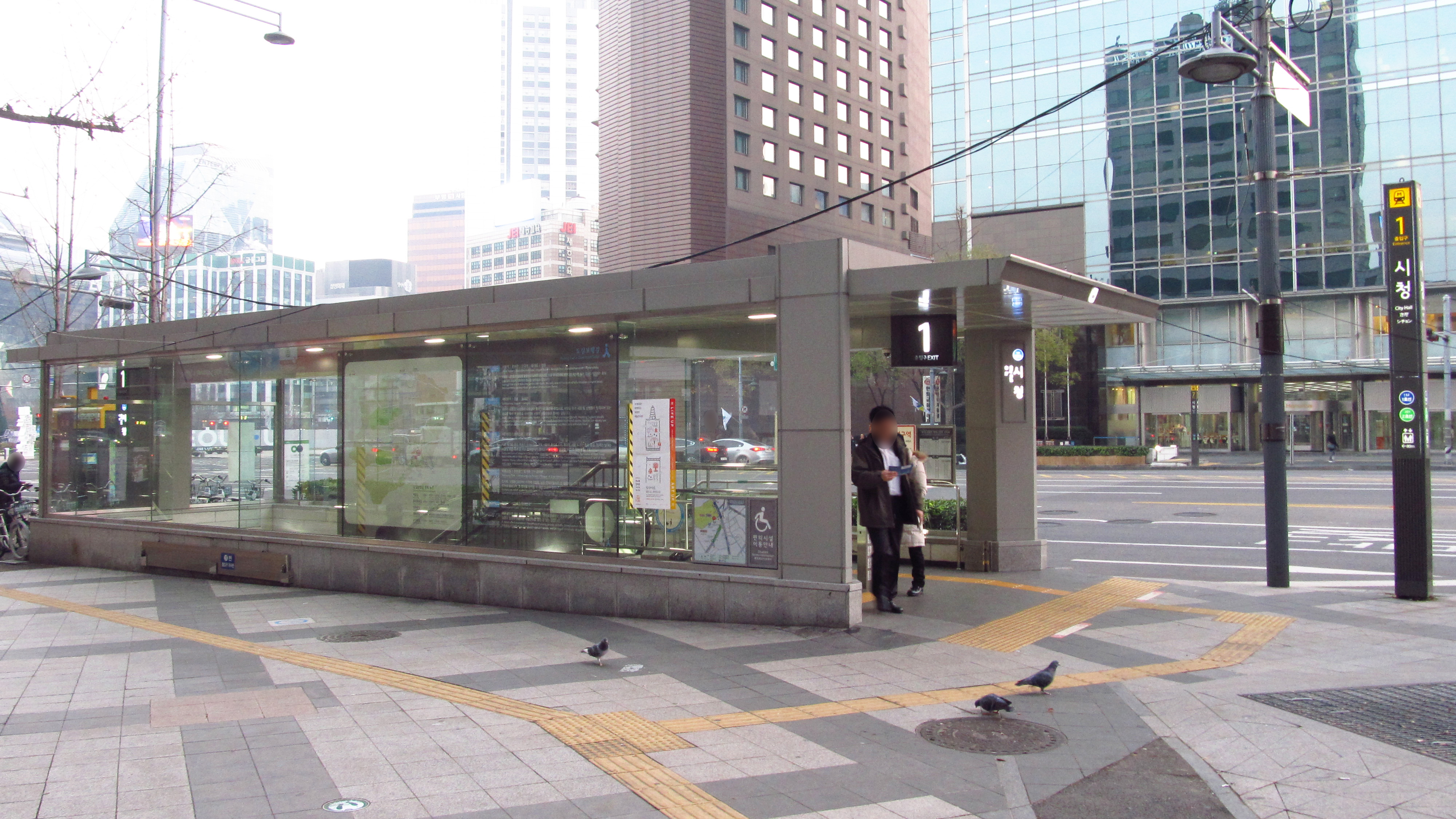
Accès no 1 en 2018.
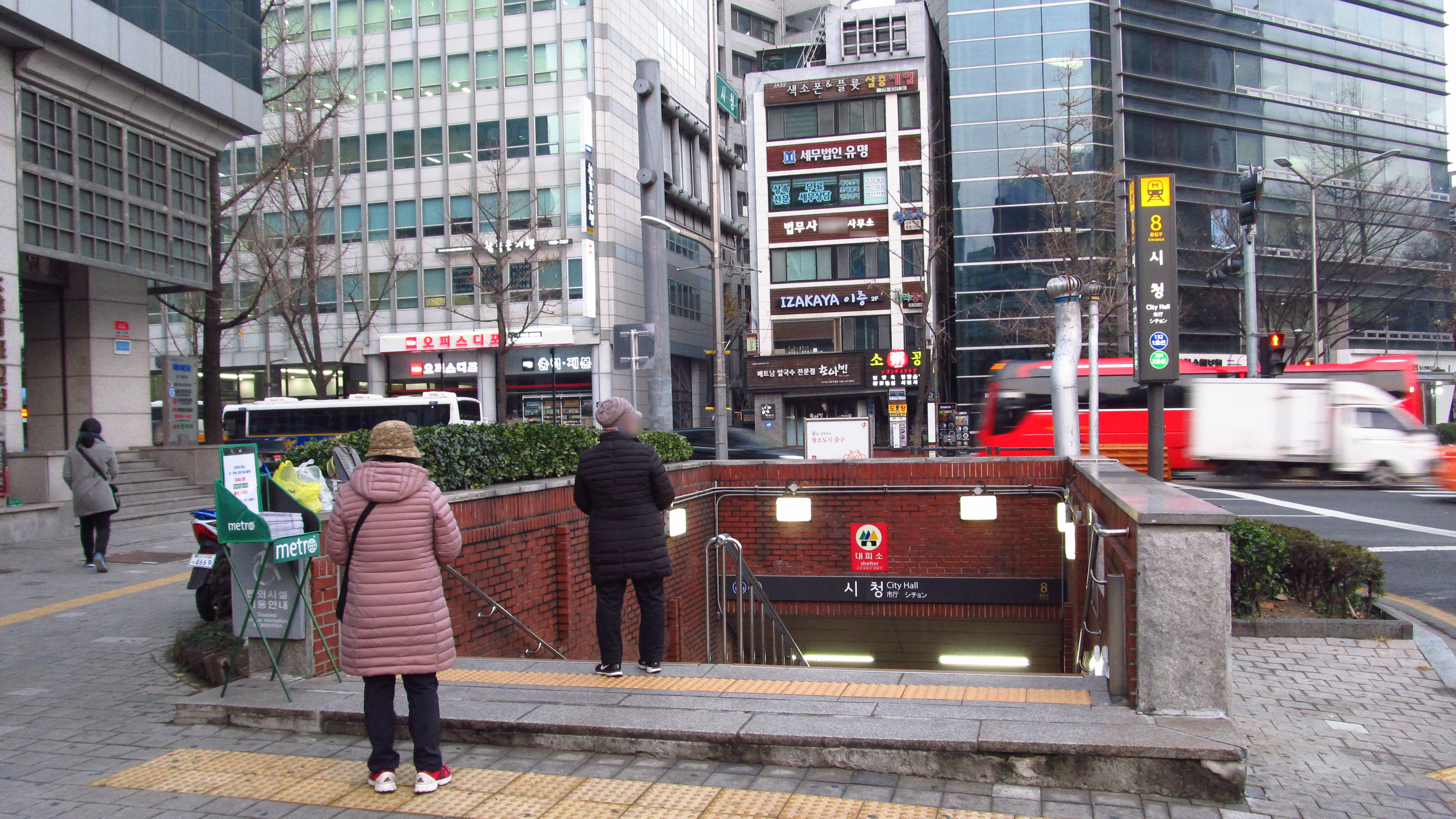
Accès no 8 en 2018.
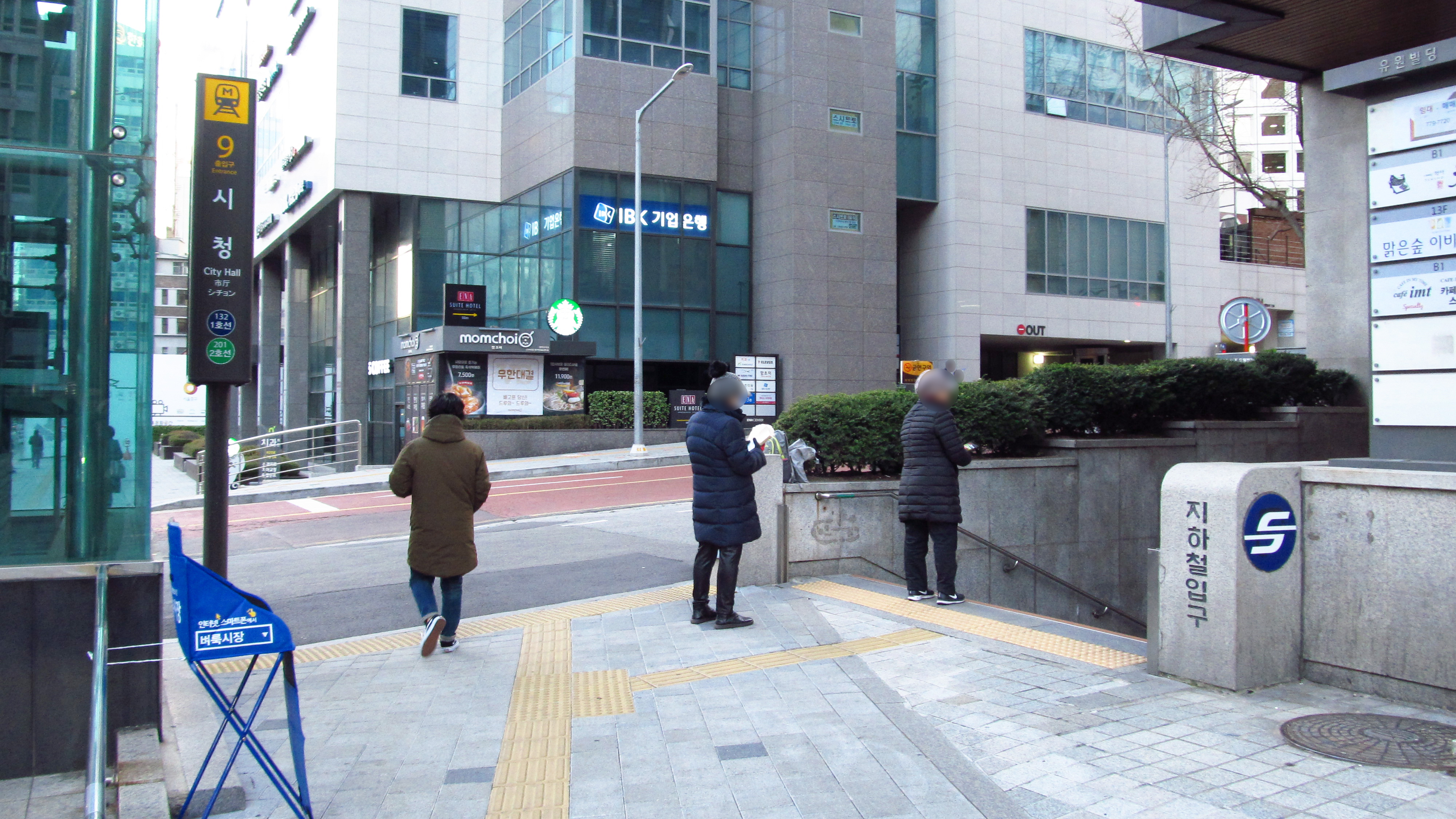
Accès no 9 en 2018.

### Desserte

#### Station de la ligne 1
Hôtel de Ville, station de la ligne 1, est desservie par les rames omnibus et express qui circulent sur cette ligne.

Installations
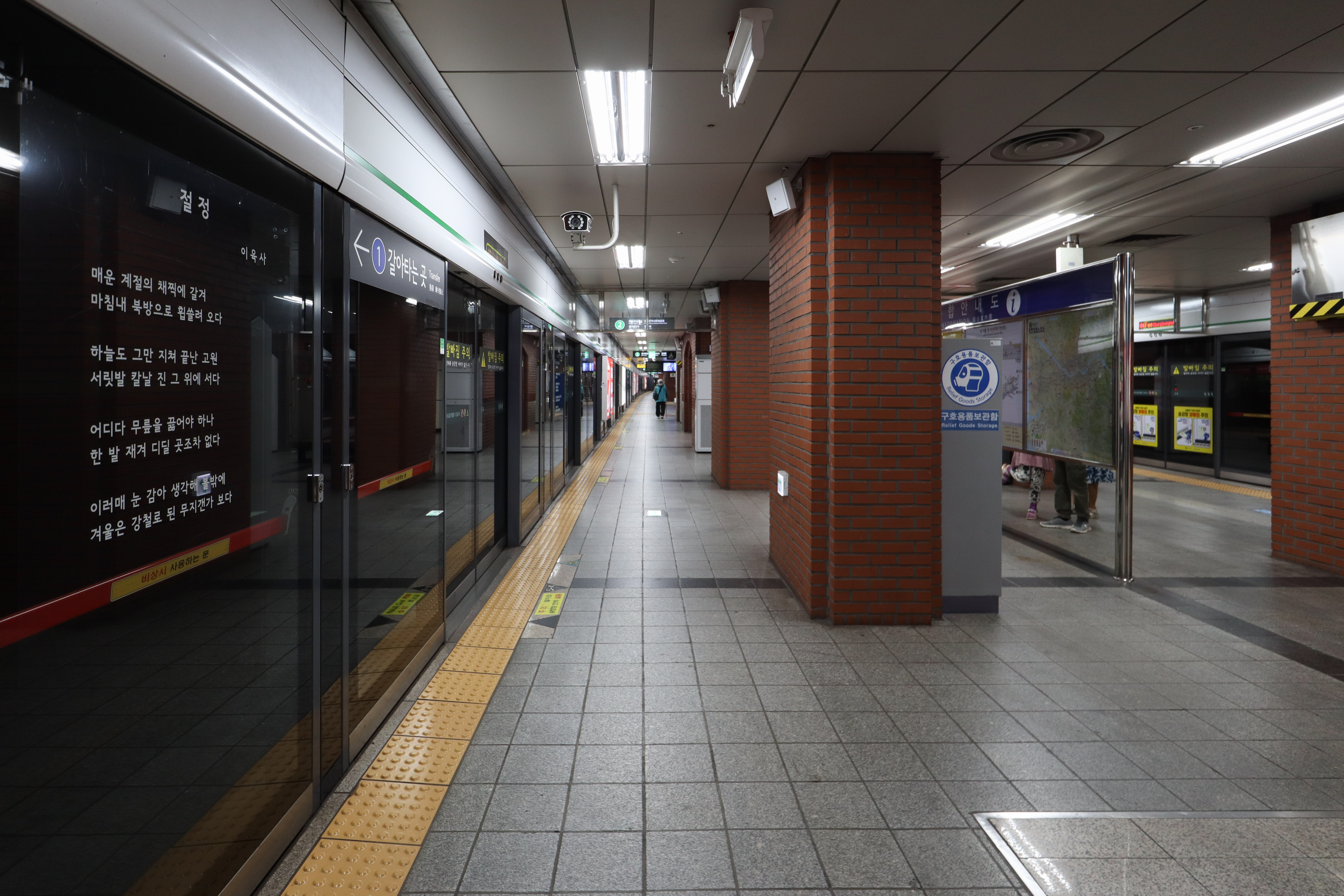
En 2023
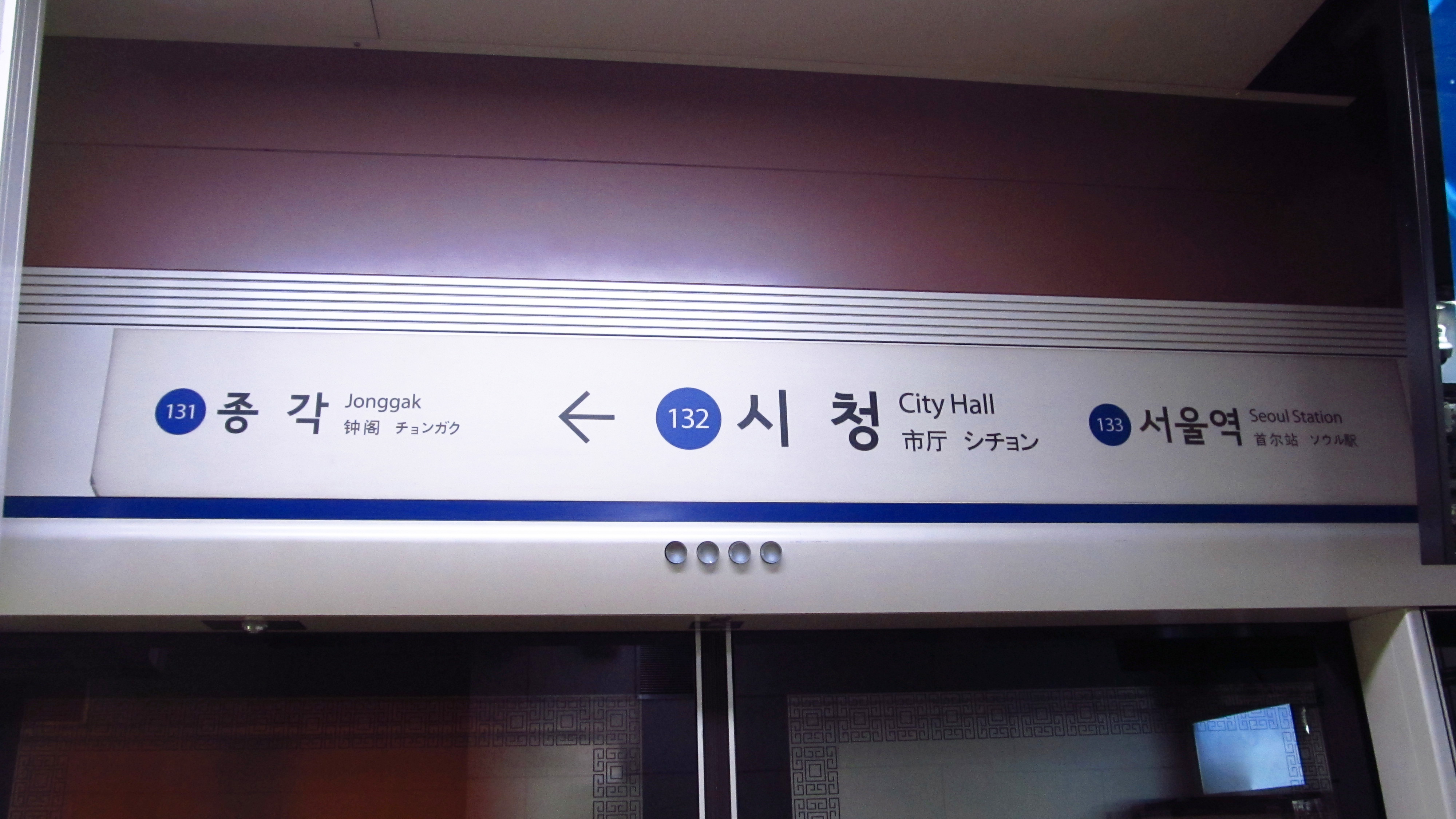
En 2018.
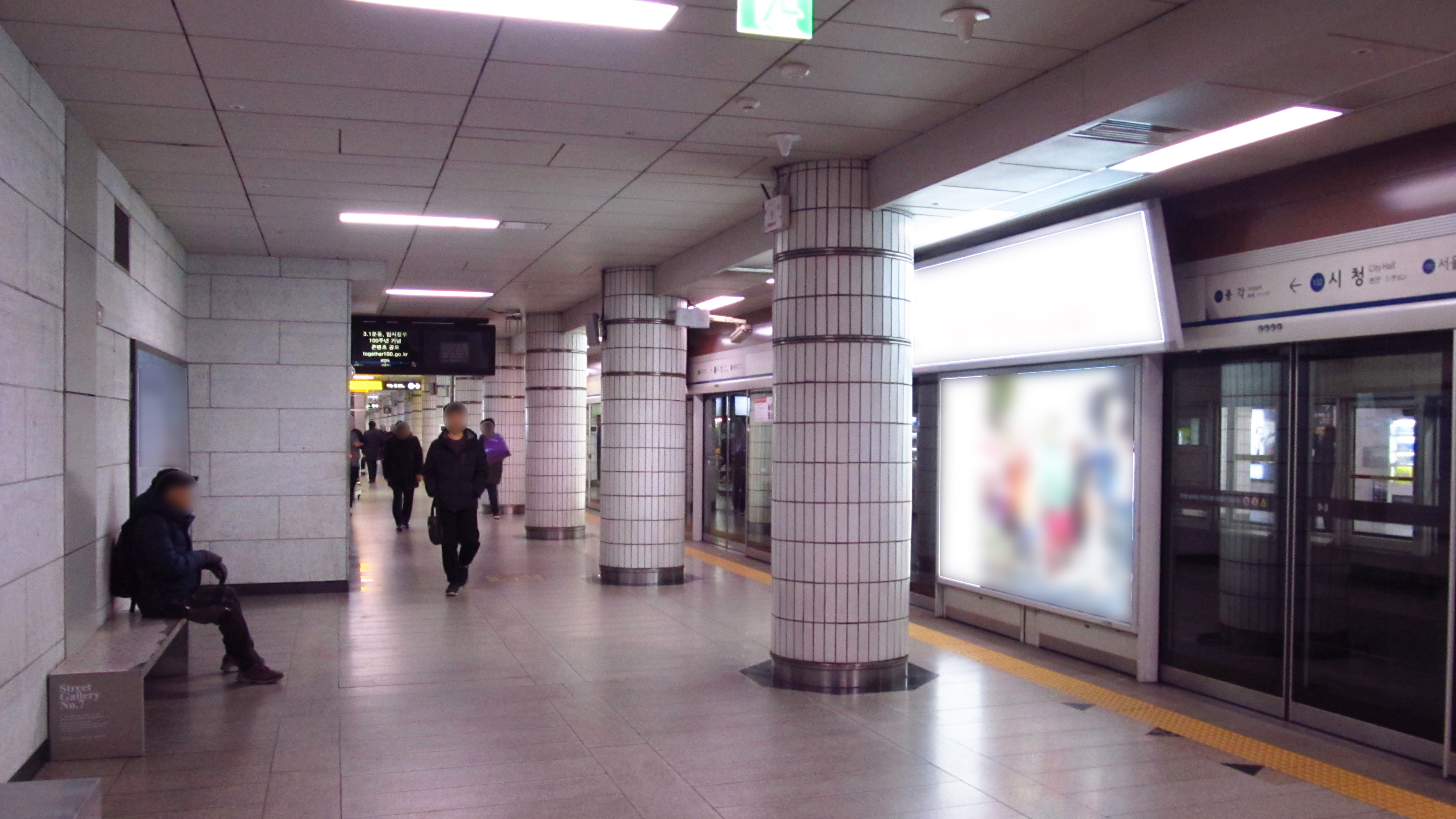
En 2018.

#### Station de la ligne 2
Hôtel de Ville, station de la ligne 2, est desservie par les rames omnibus qui circulent sur cette ligne.

Installations
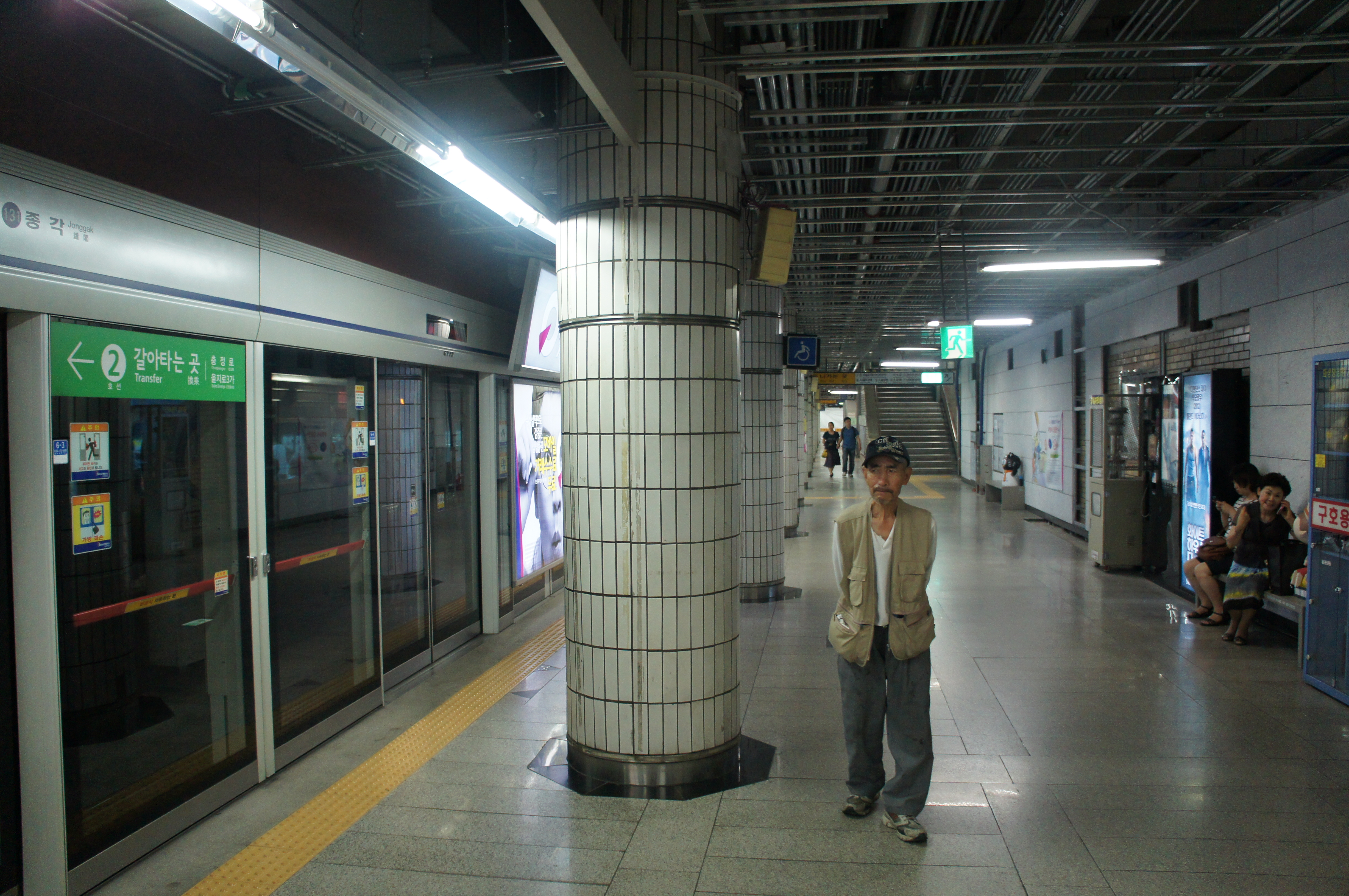
En 2013.
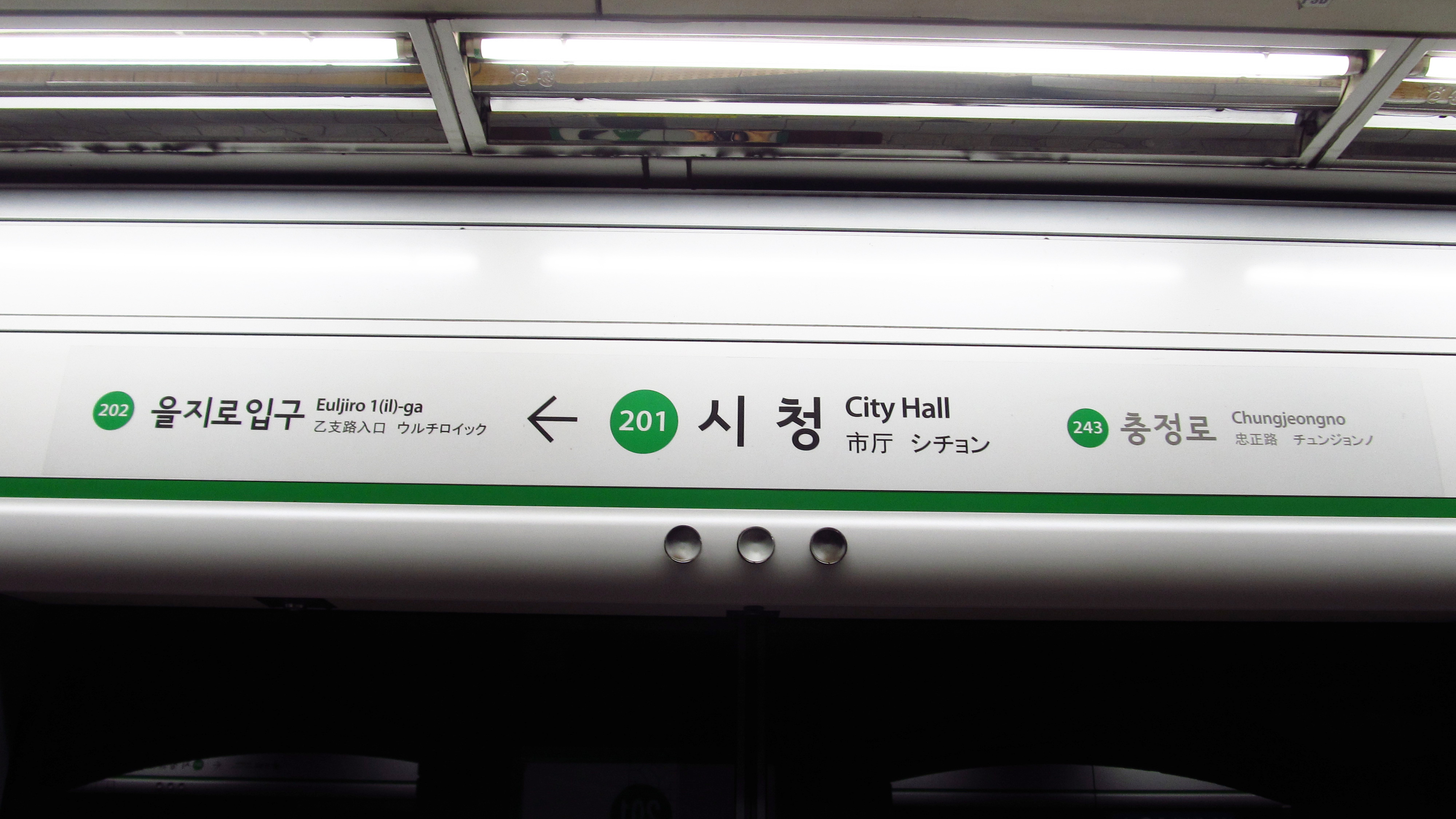
En 2018.
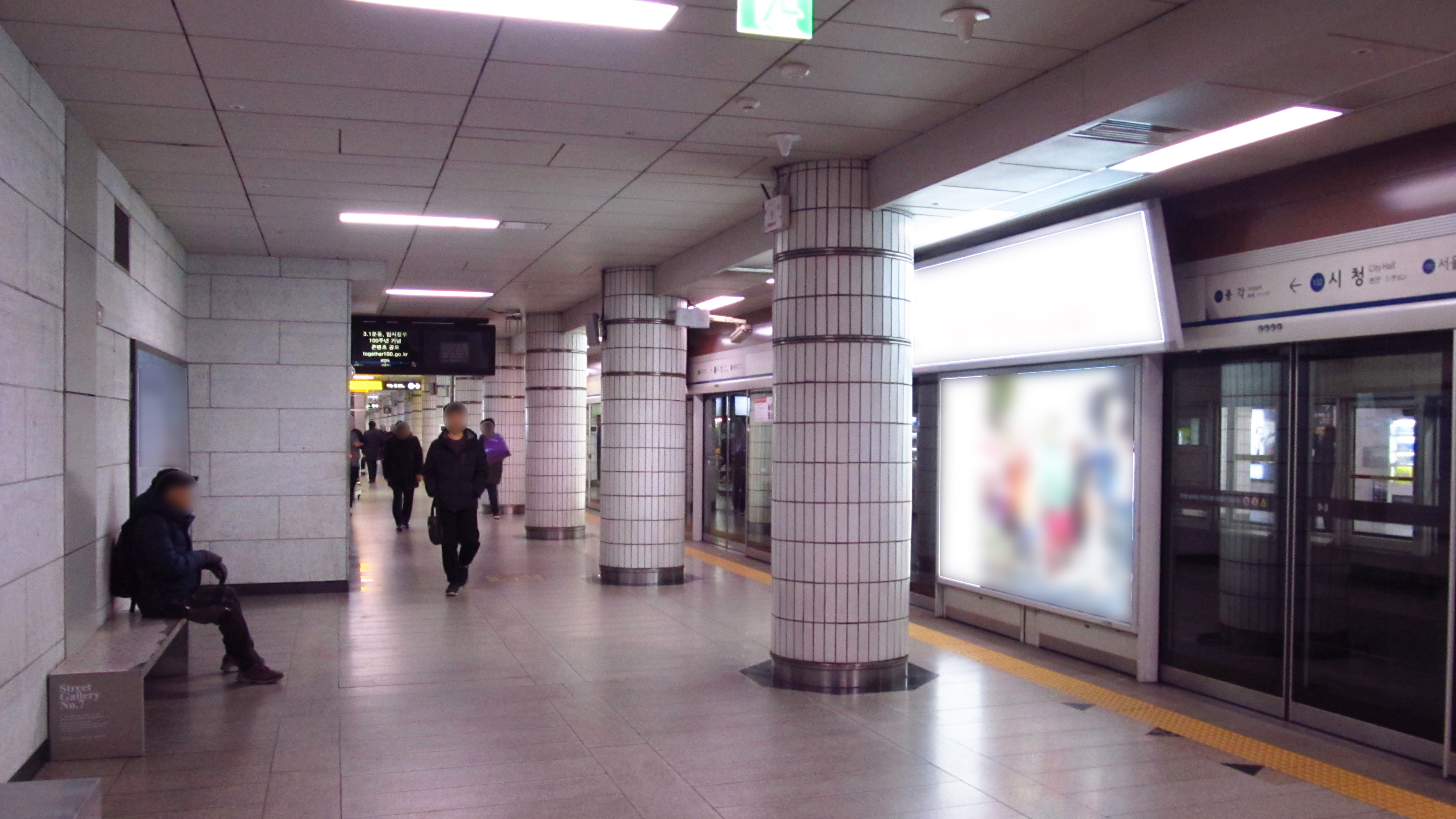
En 2018.

### Intermodalité
Une station de bus urbains est située devant l'Hôtel de Ville.

## À proximité
Le Deoksugung, le musée d'art de Séoul, le marché de Namdaemun, la cathédrale anglicane de Séoul et l'ambassade britannique de Corée du Sud.